# Richard Ros
Richard Ros (ou Roos) est un poète anglais du XVe siècle. Issu d'une famille noble (les Ros de Helmsley), Ros est un courtisan du roi Henri VI, qu'il sert aussi bien dans ses armées en France que dans l'administration en Angleterre, en assurant par exemple la défense du château de St Briavels (en) dans le Gloucestershire.
Il est cependant surtout connu pour son poème intitulé La Belle Dame sanz Mercy, dans lequel il revisite (et traduit en anglais) le poème du même nom écrit quelques décennies plus tôt par Alain Chartier.

## Biographie

### Origines
L'année de naissance et la parenté de Richard Ros furent réévaluées par l'historiographie. Walter William Skeat évoque en 1897 une naissance aux alentours de 1429, date reprise dans l'Encyclopædia Britannica en 1911 (qui avance même la date précise du 8 mars 1429). Skeat fait également de lui le fils de Thomas, 8e baron de Ros (en), et est là encore repris par l'Encyclopædia Britannica. Cependant, les travaux plus récents de Ethel Seaton placent sa naissance aux alentours de 1410 et font de lui le fils de William, 6e baron de Ros (en) et de sa femme Margaret, une fille de John Fitzalan (en), un commandant naval de la guerre de Cent Ans. Ces recherches sont reprises par le Dictionary of National Biography de l'université d'Oxford.
Richard Ros est donc le quatrième fils légitime de William, 6e baron de Ros, qui possédait des domaines dans le Yorkshire (Helmsley) et dans le Leicestershire (Belvoir). Il est ainsi issu de la première baronnie anglaise, aussi bien chronologiquement qu'en ordre de préséance.

### Carrière
La carrière de Richard Ros débute lorsqu'il a une vingtaine d'années et qu'il sert en tant que chevalier sous les ordres de John Talbot à Gisors, en France, en 1436. En novembre 1444, il fait partie des chevaliers  anglais qui se rendent en France pour assister au mariage par procuration d'Henri VI avec Marguerite d'Anjou, et participe à la répétition générale de l'entrée du roi d'Angleterre à Rouen en 1445. Plus tard cette année-là, après avoir été membre de l'escorte de la nouvelle reine jusqu'en Angleterre, Ros est nommé constable à vie du château de St Briavels (en) dans le Gloucestershire. Il s'agit d'un rôle militaire avant tout, Ros ayant la charge de la garnison. En décembre, il reçoit du roi la somme de 1 500 livres tournois pour couvrir les frais de son voyage en France. Son nom figure également parmi les « promoteurs de l'établissement » lors de la fondation du Queens' College, à Cambridge, en 1448.
Au début des années 1450, Ros épouse Margaret, fille de Richard Vernon (speaker de la Chambre des Communes mort en 1451). Ensemble, ils eurent une fille, nommée Mary. En 1454, il est aulnager (responsable local chargé d'examiner la mesure et la qualité des produits en laine) pour le Northamptonshire et le Rutland. Il existe des traces de diverses rentes qui lui furent versées lors de la suite de sa vie, ainsi que du cambriolage de sa résidence dans le quartier de Baynard's Castle, à Londres, en novembre 1445 mais la vie de Richard Ros au delà de cette date est très floue. Son testament, rédigé le 8 mars 1482, implique qu'il a occupé un poste à la cour d'Edouard IV et montre que Richard Ros avait beaucoup de biens mobiliers mais peu de terres. 
Richard Ros est enterré dans l'église des Carmélites du quartier de Whitefriars (en) à Londres, à laquelle il lègue plusieurs livres, dont un « grand livre appelé saint Grall » (en fait un recueil de textes tirés du cycle de Lancelot-Graal) qui est aujourd'hui conservé à la British Library.

## La Belle Dame sanz Mercy
Ros est généralement considéré comme l'auteur d'une version anglaise du poème d'Alain Chartier datant de 1424 environ, La Belle Dame sanz Mercy, une œuvre en vogue pendant tout le XVe siècle et qui fut l'objet d'une vive polémique. La version en anglais (malgré le titre français) de Richard Ros, présente un débat entre un homme amoureux et une dame qui rejette sans ménagement ses déclarations conventionnelles et courtoises. Son narrateur anonyme encadre l'histoire par un récit de ses propres souffrances amoureuses et de la mélancolie provoquée par la mort de sa maîtresse. Lors d'un voyage, raconte-t-il, deux connaissances l'ont invité à une fête en plein air, au cours de laquelle il a observé le comportement distrait d'un amoureux. Mal à l'aise dans cette joyeuse compagnie, le narrateur se retira derrière un treillis et entendit accidentellement le prétendant tenter sans succès de conquérir la dame qu'il courtise. Elle finit cependant par rejoindre la fête, laissant l'homme s'arracher les cheveux et se préparer à une mort rapide que le narrateur dit avoir appris après-coup. Le narrateur conclut en conseillant aux autres de faire preuve de retenue en amour.
Six versions manuscrites du poème nous sont parvenus, ainsi que deux éditions imprimées. Un seul de ces manuscrits (British Library MS Harley 372) attribue clairement le poème à Richard Ros. Cette édition fut réalisée entre 1450 et 1475, soit du vivant de Ros. Cependant, le poème apparaît dans des manuscrits plus précoces, comme le MS. Fairfax 16 conservé à la Bibliothèque Bodléienne et daté du milieu du XVe siècle. Ros composa donc ce poème au plus tard vers le milieu du XVe siècle.
Le poème de Richard Ros montre une très bonne maîtrise de la version originale du poème de Chartier, qui est rendue dans toutes ses nuances et présente des similitudes, en termes de versification, avec ceux de Geoffrey Chaucer, notamment Troïlus et Criseyde. C'est en raison de ces similitudes que le poème fut imprimé aux côtés des œuvres de Chaucer en 1526 par Richard Pynson et en 1532 par William Thynne (en), ce qui lui permit de connaître une certaine popularité à la cour d'Henri VIII.
Il s'agit aujourd'hui de la seule œuvre attribuée à Richard Ros, malgré les tentatives d'Ethel Seaton de lui attribuer d'autres textes, en se basant sur des anagrammes et des jeux de mots, idées aujourd'hui réfutées,.